# Ugu
Ugu (o Ugoo) è una suddivisione dell'India, classificata come nagar panchayat, di 6.359 abitanti, situata nel distretto di Unnao, nello stato federato dell'Uttar Pradesh. In base al numero di abitanti la città rientra nella classe V (da 5.000 a 9.999 persone).

## Geografia fisica
La città è situata a 26° 46' 60 N e 80° 19' 60 E e ha un'altitudine di 127 m s.l.m..

## Società

### Evoluzione demografica
Al censimento del 2001 la popolazione di Ugu assommava a 6.359 persone, delle quali 3.368 maschi e 2.991 femmine. I bambini di età inferiore o uguale ai sei anni assommavano a 885, dei quali 492 maschi e 393 femmine. Infine, coloro che erano in grado di saper almeno leggere e scrivere erano 3.836, dei quali 2.278 maschi e 1.558 femmine.